# Михайловка (Баштанский район)
Михайловка (укр. Михайлівка) — село в Баштанском районе Николаевской области Украины.
Основано в 1798 году. Население по переписи 2001 года составляло 184 человек. Почтовый индекс — 56123. Телефонный код — 5158. Занимает площадь 0,404 км².

## Местный совет
56123, Николаевская обл., Баштанский р-н, с. Лукьяновка, ул. Центральная, 20